# Nadejdivka, Krîvîi Rih
Nadejdivka (în ucraineană Надеждівка) este localitatea de reședință a comunei Nadejdivka din raionul Krîvîi Rih, regiunea Dnipropetrovsk, Ucraina.

## Demografie
Componența lingvistică a localității Nadejdivka
     Ucraineană (90,74%)
     Rusă (8,68%)
     Alte limbi (0,23%)
Conform recensământului din 2001, majoritatea populației localității Nadejdivka era vorbitoare de ucraineană (90,74%), existând în minoritate și vorbitori de rusă (8,68%).